# Buzz Schneider

Buzz Schneider, né le 14 septembre 1954, est un joueur américain de hockey sur glace. Lors des Jeux olympiques de 1980, il fait partie de l'équipe qui remporte la médaille d'or dans la discipline.